# Walle Melis Oppedijk
Walle Melis Oppedijk (IJlst, 13 augustus 1834 - aldaar, 10 maart 1893) was een Nederlands houthandelaar en politicus.
Oppedijk was een schatrijke houthandelaar uit IJlst die als vooraanstaande Friese antirevolutionair in 1888 in twee districten tot Tweede Kamerlid werd gekozen. Hij was voordien al diverse malen tevergeefs de strijd aangegaan met liberalen. Hij streed in Friesland voor het bijzonder onderwijs en voor lotsverbetering van de 'Kleyne luyden'. Tot zijn dood op 59-jarige leeftijd was hij tamelijk actief als Kamerlid.
- Biografisch Portaal: 18363319
- International Standard Name Identifier: 0000 0003 8839 0324
- Nederlandse Thesaurus van Auteursnamen: 070677344
- Parlement.com: vg09ll3wcuz4
- Virtual International Authority File: 281598920
- WorldCat: E39PBJx8BTT3pbgMQHGkhrGPwC